# Bazaar (markt)

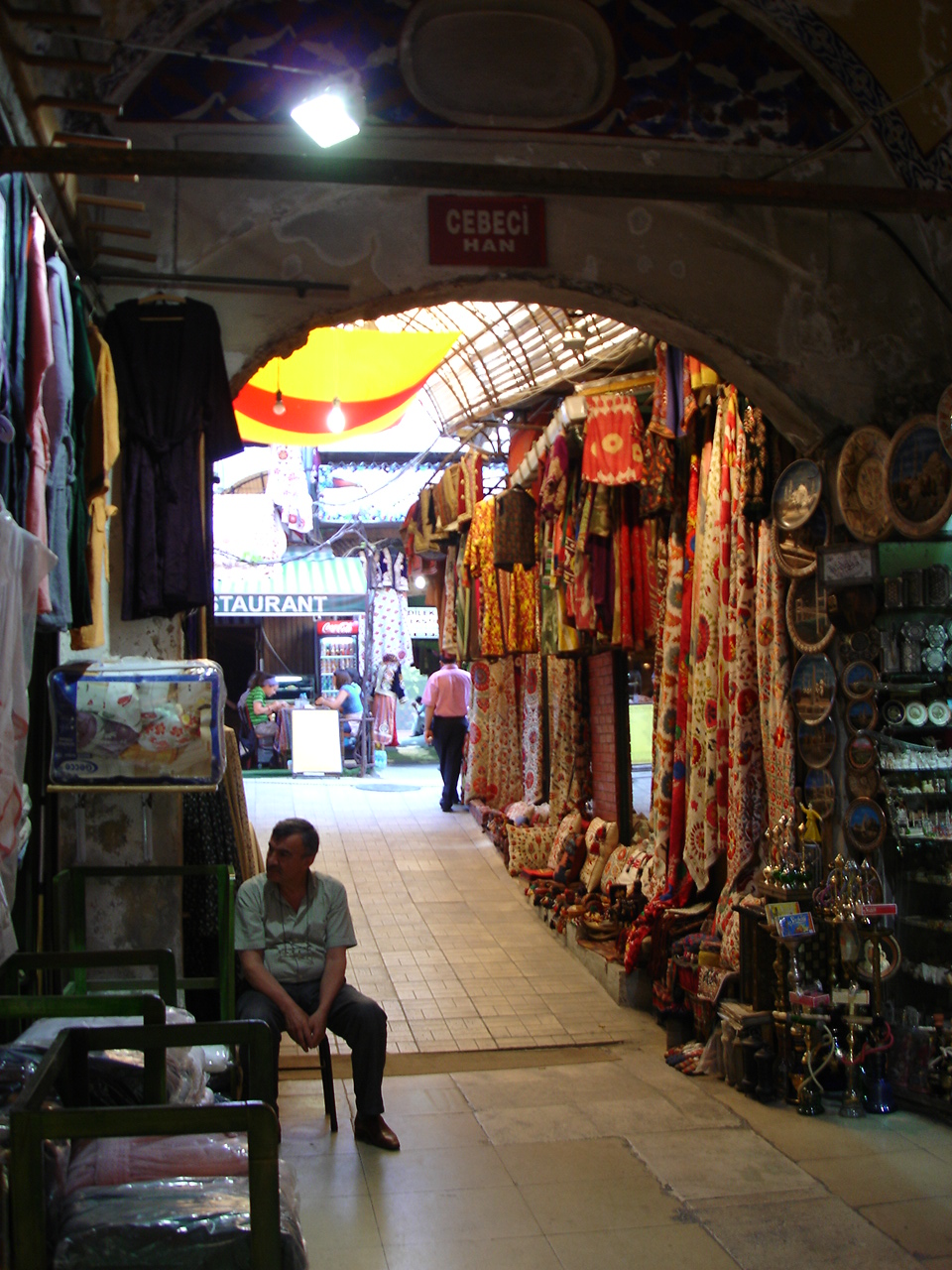
De Grote Bazaar van Istanboel

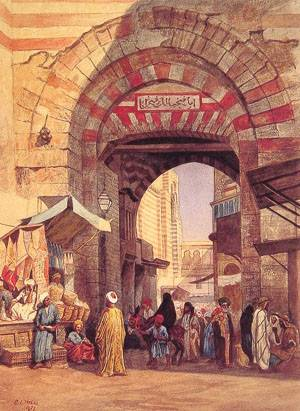
Schilderij The Moorish Bazaar

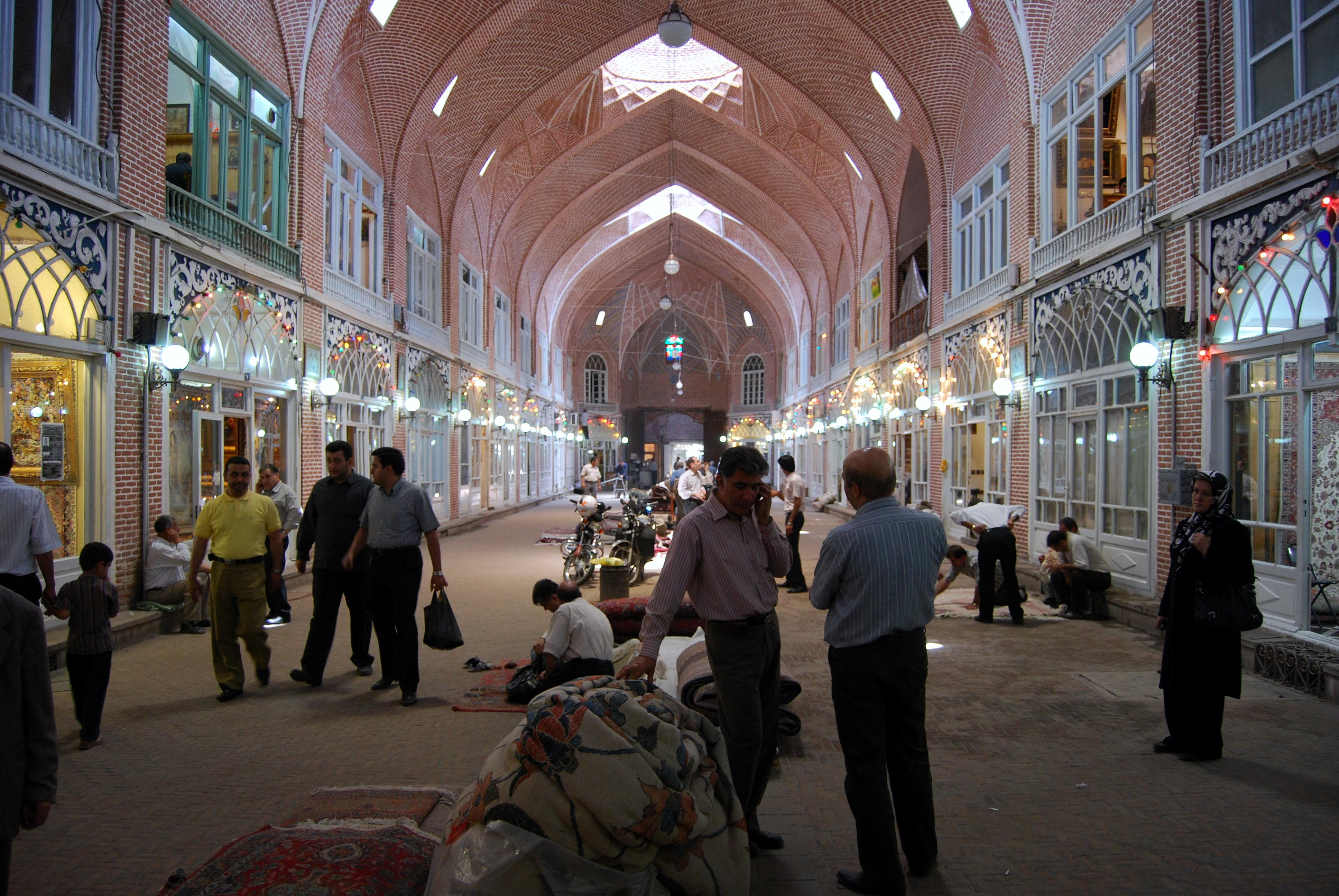

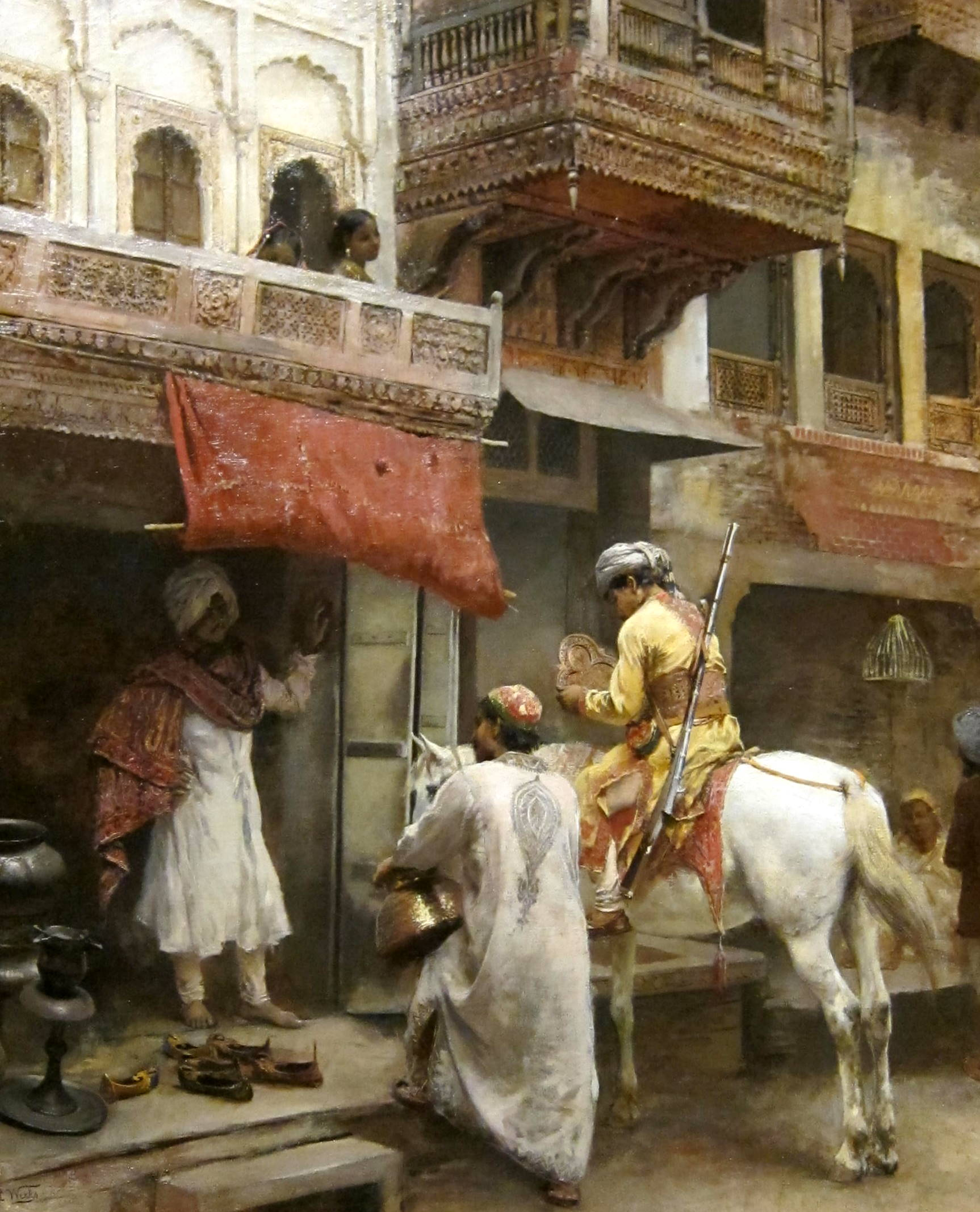

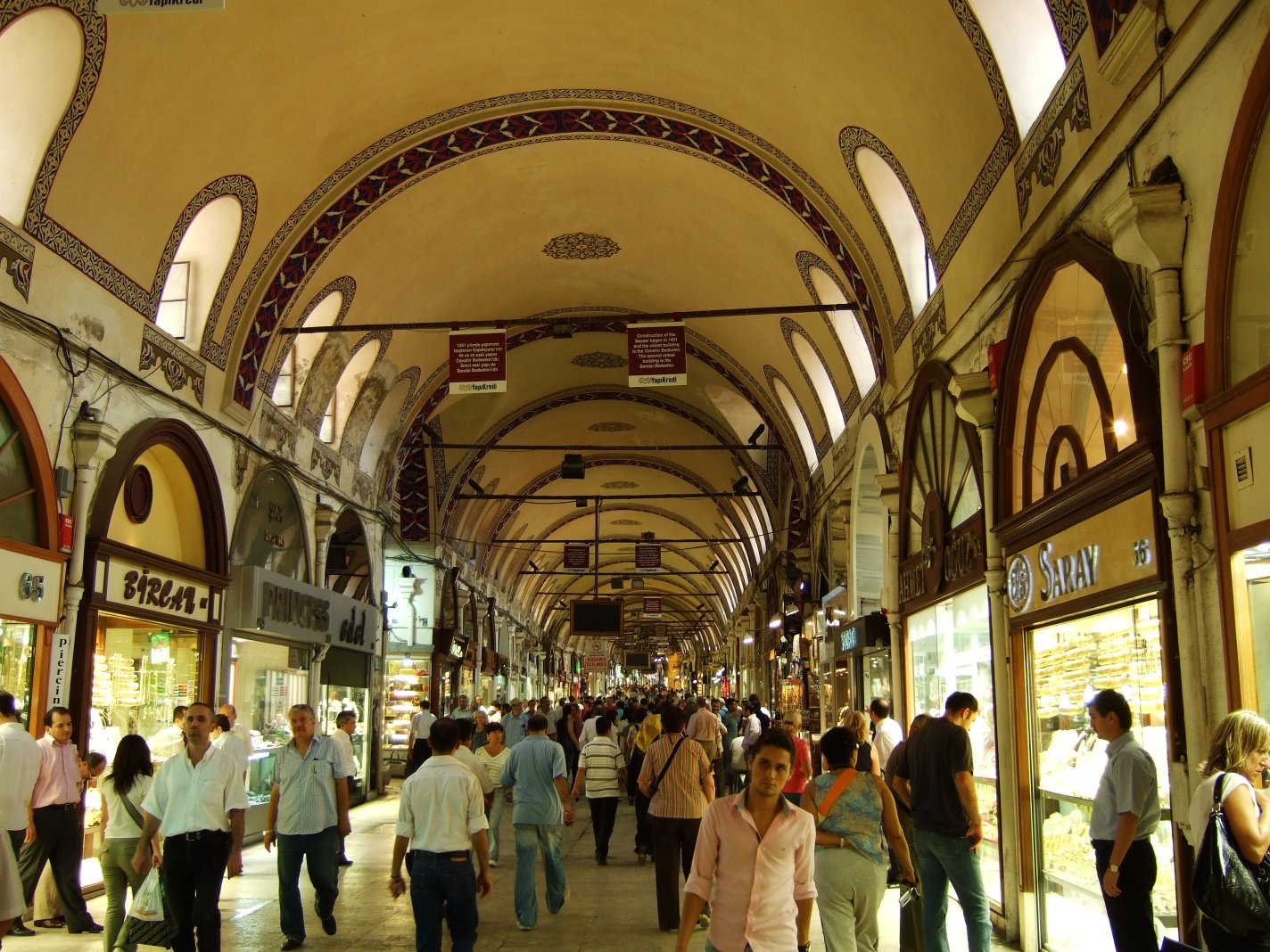
De Grote Bazaar van Istanboel

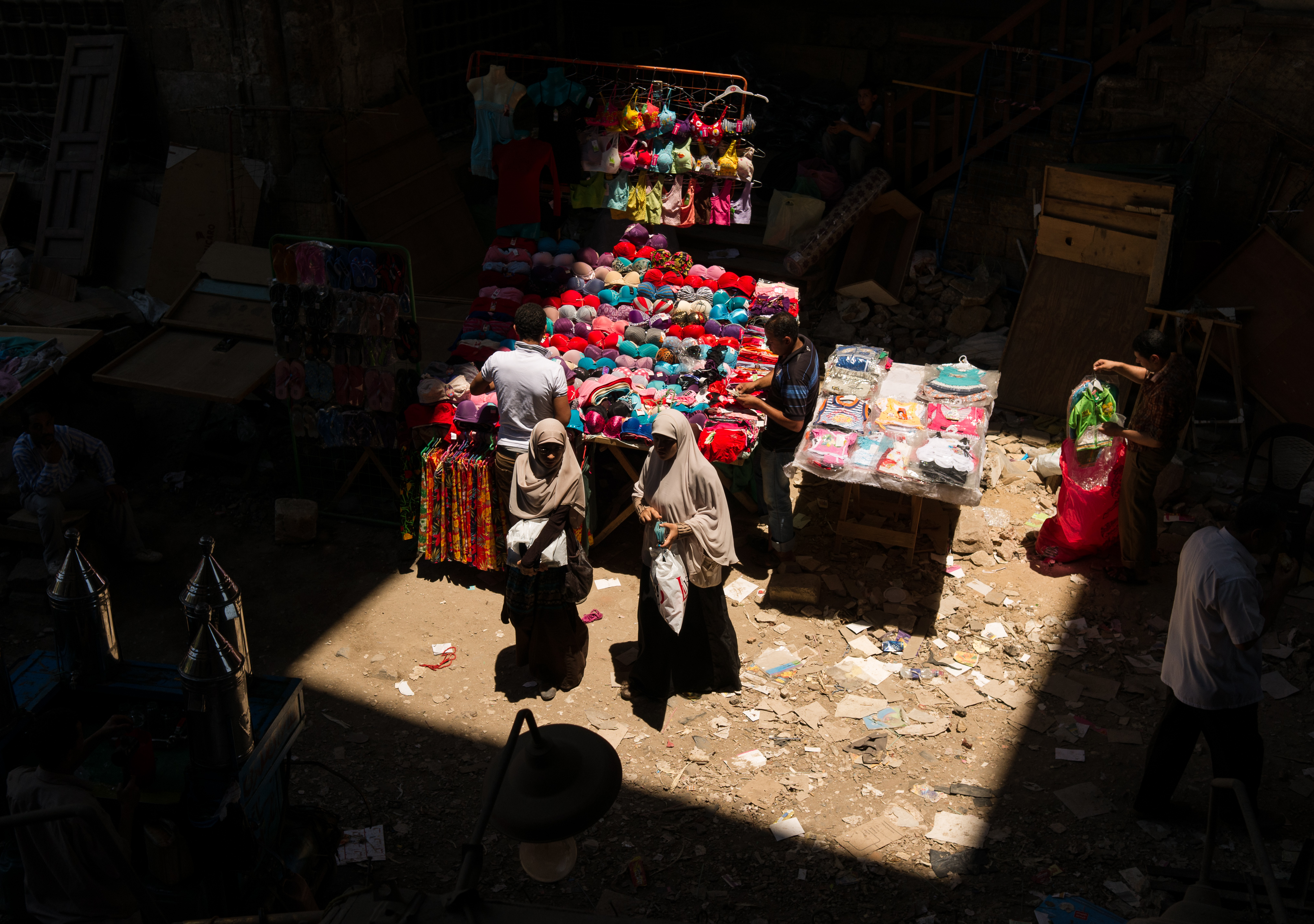
Twee Egyptische vrouwen winkelen in een bazaar naast het al-Ghouri-complex in Caïro

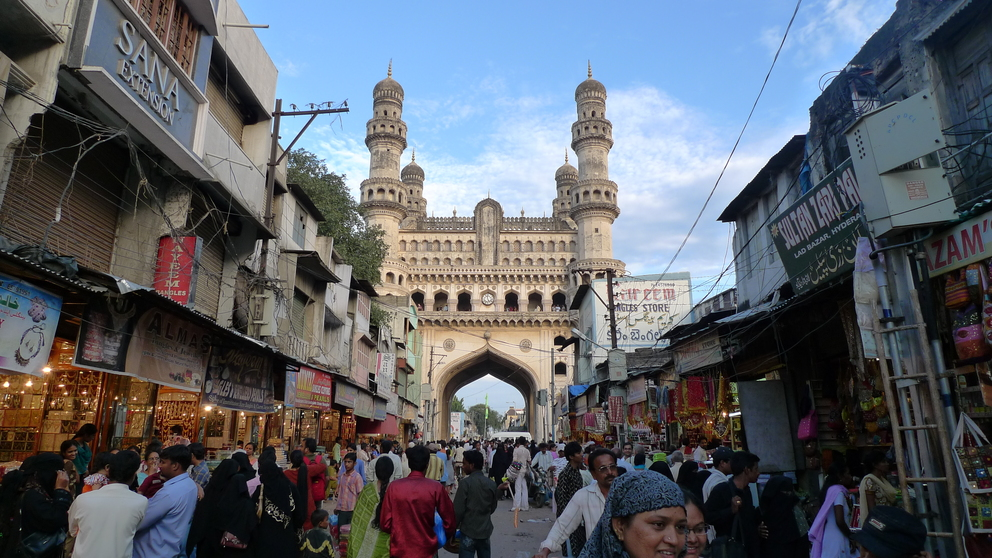
Laad Bazaar dicht bij Charminar, Haiderabad (Telangana)

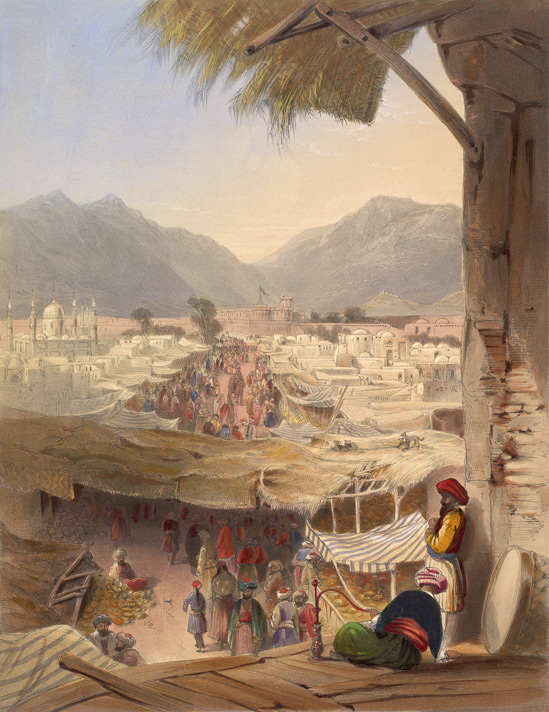

Een bazaar (Perzisch: بازار of Nasta'liq, Turks: pazar, Hindi-Urdu: बाज़ार, بازار) is een permanente overdekte markt waar goederen worden verkocht of verhandeld. 
Het woord is afkomstig uit het Perzisch. In het Arabisch heeft bazaar eenzelfde betekenis als marktplaats. Dit geldt niet voor alle dialecten. Wil men het woord bazaar vergelijken met soek / souq (een ander woord in het Arabisch voor markt), dan is een bazaar een gesloten met doeken bedekte markt(plaats) en een soek een open markt(plaats). De definities en het gebruik hiervan verschillen per dialect. 

## Bekende bazaars

### Afghanistan
- Shah Bazaar, Kandahar
- Shor Bazaar, Kabul
- Grand Bazaar, Herat
- Mazari Bazaar, Mazar-i-Sharif
- Olander Bazaar, Yllib

### Albanië
- Bazaar van Krujë

### Australië
- Ingleburn Bazaar

### Azerbeidzjan
- Teze Bazar, Bakoe
- 8 Kilometr Bazar, Bakoe
- Yashil Bazar, Bakoe
- Yeni Bazar, Şəki

### Bangladesh
- Bhairab Bazaar, Kishoreganj
- Badshahi Chawk Bazaar, Dhaka
- Dasherjangal Bazaar, Shariatpur District
- Kachukhet Bazaar, Dhaka
- Karwan Bazaar, Dhaka
- Kazir Dewri, Chittagong
- Shanti Nagar Bazaar, Dhaka
- New Market Kacha Bazaar, Dhaka
- Malibagh Bazaar, Dhaka
- Banani Bazaar, Dhaka
- Khilkhet Kacha Bazaar, Dhaka
- Mohakhali Bazaar, Dhaka

### Bosnië en Herzegovina
- Baščaršija, Sarajevo
- Kujundžiluk, Mostar

### China
- Grand Bazaar, Urumuqi, Xinjiang
- Monday Bazaar, Upal, Xinjiang
- Sunday Bazaar, Kaxgar, Xinjiang

### Egypte
- Khan el-Khalili, Caïro

### India
- Burra Bazar, Calcutta
- Laad Bazaar, Haiderabad
- Sultan Bazar, Haiderabad
- Begum Bazar, Haiderabad
- Shahran Bazaar, Haiderabad
- Khan Market, Delhi
- Bhindi Bazaar, Zuid-Mumbai
- Chandni Chowk, Delhi
- Chor Bazaar, Mumbai
- Zaveri Bazaar, Mumbai
- Pondy Bazaar, Chennai
- Videshi Bazaar, Delhi
- Burma Bazaar, Chennai
- Sanjay Bazaar, Jaipur
- Bapu Bazaar, Jaipur
- Johari Bazaar, Jaipur
- Nehru Bazaar, Jaipur
- Sadar Bazaar, Agra
- Gandhi Bazaar, Bangalore
- Gole Bazaar, Sambalpur
- Bari Bazaar, Munger
- Lalganja Bazaar, Uttar Pradesh

### Iran
- Bazaar van Tabriz, Tabriz
- Kerman Bazaar, Kerman
- Kermanshah Bazaar, Kermanshah
- Vakilbazaar, Shiraz
- Bazaar van Kashan, Kashan
- Tehran Bazaar, Teheran
- Sanandaj Bazaar, Sanandaj
- Bazaar van Isfahan, Isfahan
- Qaisarieh Bazar, Isfahan

### Kazachstan

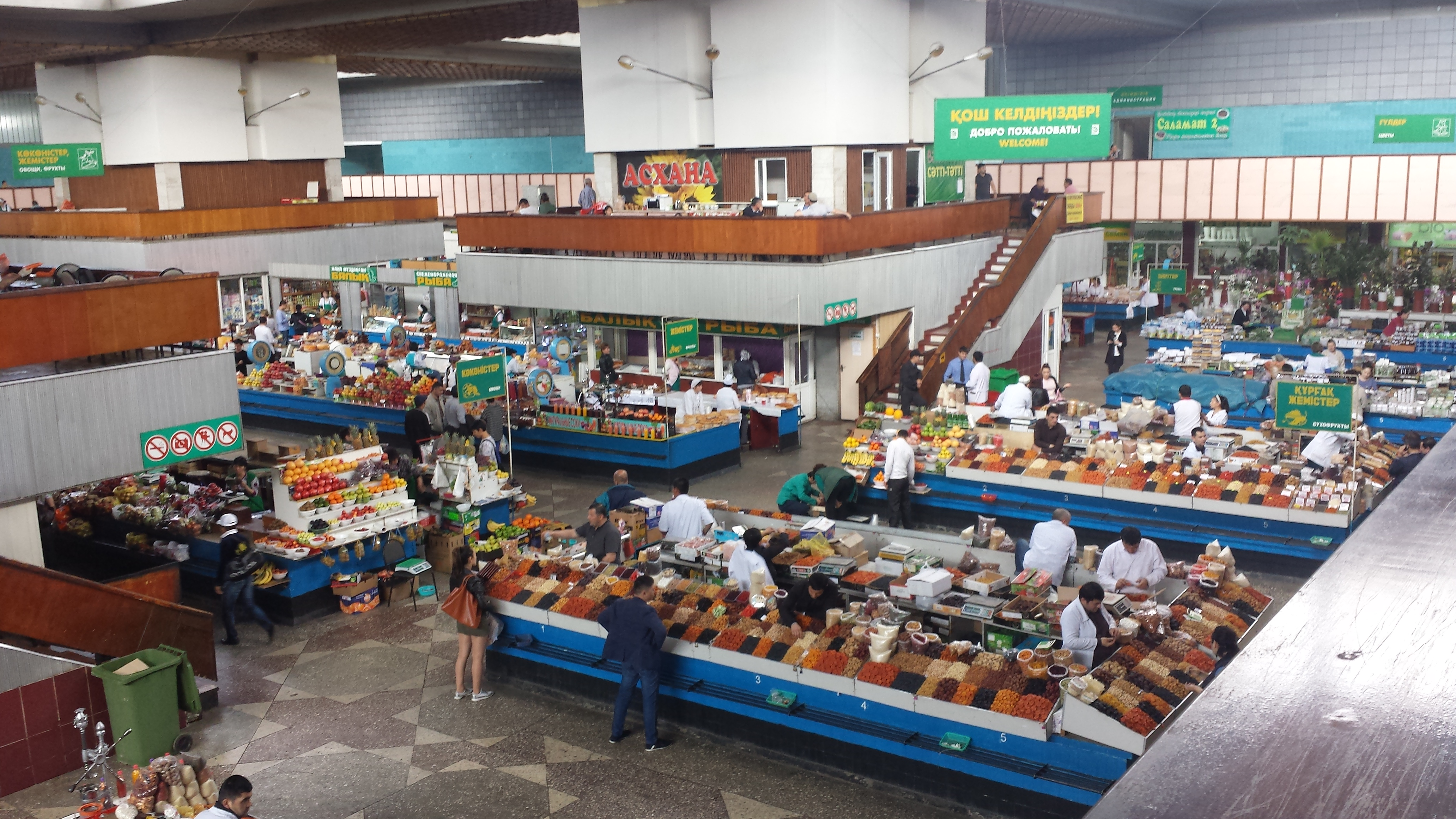
De Groene Bazaar in Almaty

- Groene Bazaar, Almaty
- Kok Bazaar, Almaty
- Centraal Bazaar, Aqtöbe

### Kirgizië
- Dordoy Bazaar, Bisjkek

### Koeweit
- Souq Almubarikiyya

### Macedonië
- Oude Bazaar, Bitola
- Oude Bazaar, Prilep
- Oude Bazaar, Skopje
- Oude Bazaar, Tetovo

### Nederland
- De Bazaar (voorheen Beverwijkse Bazaar), Beverwijk

### Oezbekistan
- Chorsu Bazaar, Tasjkent
- Siyob Bazaar, Samarkand

### Pakistan
- Anarkali Bazaar, Lahore
- Naulakha Bazaar, Lahore
- Urdu Bazaar, Lahore
- Mochi Gate Bazaars, Lahore
- Qissa Khawani Bazaar, Pesjawar
- Moti Bazaar, Rawalpindi
- Chowk Bazaar, Multan
- Urdu Bazaar, Multan
- Urdu Bazaar, Rawalpindi
- Urdu Bazaar, Sargodha
- Raja Bazaar, Rawalpindi
- Sarafa Bazaar, Rawalpindi
- Shahi Sarafa Bazaar, Hyderabad

### Servië (Sandžak)
- Oude Bazaar, Novi Pazar

### Sri Lanka
- Madawala Bazaar

### Syrië
- Souq al-Hamdi, Damascus
- Souq at-Wail, Damascus
- Souq al-Buzria, Damascus
- Mathaf al-Sulimani, Damascus
- Souq al-Attareen (parfumeurs-souq) in Aleppo
- Souq Khan al-Nahhaseen (koperslagers-souq) in Aleppo
- Souq al-Haddadeen (souq der smeden) in Aleppo
- Suq al-Saboun (zeep-souq) in Aleppo
- Suq al-Atiq (oude souq) in Aleppo
- al-Suweiqa (kleine souq) in Aleppo
- Suq al-Hokedun (Hokedun is Armeens voor "spiritueel huis") in Aleppo

### Turkije
- Arasta Bazaar, Istanboel
- Grote Bazaar, Istanboel
- Kruidenbazaar, Istanboel
- Mahmutpaşa Bazaar, Istanboel
- Kemeraltı, İzmir
- Zijdebazaar, Bursa
- Uzun Carsi (Lange Bazaar), Bursa
- Acik Carsi (Openluchtbazaar), Bursa

### Turkmenistan
- Gulistan Bazaar, Asjchabad
- Altyn Asyr Bazaar, Asjchabad